# Mapania borneensis
Mapania borneensis är en halvgräsart som beskrevs av Elmer Drew Merrill. Mapania borneensis ingår i släktet Mapania och familjen halvgräs. Inga underarter finns listade i Catalogue of Life.